# New Richmond (Wisconsin)
New Richmond è una città degli Stati Uniti d'America, situata in Wisconsin, nella Contea di St. Croix.